# Гімри
Гімри (як звучитьⓘ) (ав. Генуб) - адміністративний центр Сільради «Гімринська», друге за величиною село (не рахуючи населених пунктів інших типів) в Унцукульському районі Дагестану. Родове село двох легендарних імамів Дагестану Газімагомеду (1795-1832) і Шаміля (1797-1871), колись служило заповітною туристською «меккою» Кавказу.

## Етимологія
Назва Гімри, або аварською Генуб, походить від слова «гени» - груша. Кажуть, що кілька століть тому тут був суцільний ліс, а починаючи від місцевості, де зараз знаходиться стара частина аулу, тягнувся грушевий гай. Гімри Кумицькою звучить як Гьамрі, звідси і нинішня російська назва - Гімри.

## Географія
Село розташоване в унікальній і красивій ущелині, яку з усіх боків оточують високі скелі Гімринского хребта. Внизу тече річка Аварське Койсу, що дає вологу багатим гімрінскім садам. З Буйнакськом і Махачкалою пов'язана Гімринським автодорожнім тунелем, відкритим після реконструкції 2 жовтня 2012 року .
Через село проходить дорога республіканського значення Гімри-Чірката.

## Історія
Археологічні дані підтверджують, що на цьому місці предки нинішніх гімринців жили ще 1000 років тому, а сучасному селу більше 500 років .
Професор Расул Магомедов вважав, що Гіимри були столицею стародавньої держави Хумраджа, яка називалася Ас-Сарір. Але пізніше історик Тимур Айтберов довів, що Гімри не були столицею цієї держави. У зв'язку з цим історики не стали широко розглядати і вивчати історію цього села, рік його заснування залишається невідомим і донині.

### В історії Кавказької війни

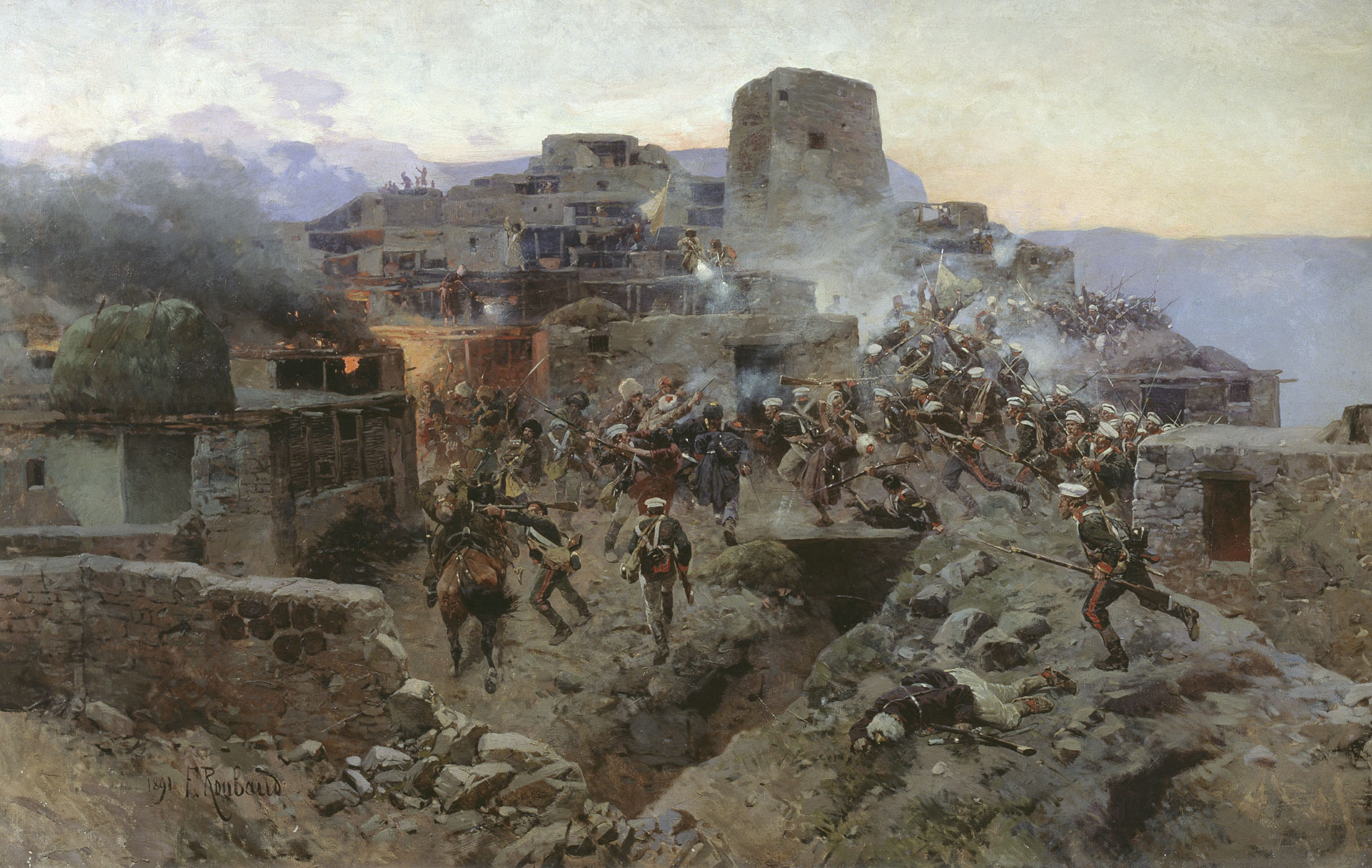
Картина Франца Рубо «Штурм аулу Гімри», (1891) - Дагестанський музей образотворчих мистецтв.

Село Гімри відіграло значну роль в історії народів Дагестану, Кавказу і Росії. Тут народилися два імами Дагестану - Газімагомед і Шаміль, перший з яких об'єднав горян настановами шаріату, ідеями незалежності, свободи і рівності, а другий три десятиліття енергійно вів священну війну за ці ідеї.
У ході Кавказької війни 1817-1864 років, цей неприступний гірський оплот захищав загін горців на чолі з імамом Газі-Магомедом. Аул був узятий 17 жовтня 1832 року російським загоном під командуванням генерала Г. В. Розена чисельністю близько 10 тис. чоловік.
Після запеклого штурму російські війська увірвалися в Гімри. Тоді Газімагомед і 15 мюридів, серед яких був і майбутній імам Шаміль, сховалися в сторожовій вежі. Звідти вони намагалися прорватися в гори. Під час сутички майже всі вони, у тому числі і сам імам, загинули. Шамілю вдалося врятуватися. Росіяни втратили під час штурму 480 осіб (у тому числі 41 убитими).
Падіння аулу Гімри і загибель Газі-Магомеда завершують перший етап газавату на Північному Кавказі. Нове загострення військових дій в даному районі почалося після приходу до влади в Чечні і Дагестані імама Шаміля.
Село Гімри кілька років було столицею теократичної ісламської держави Імамат, що існувало на території Дагестану і Чечні в 1829 -1859 рр., що отримало найбільший розвиток в роки правління імама Шаміля.
Серед багатьох коренів національно-визвольної боротьби горців проти царських колонізаторів і місцевих феодалів, аул Гімри займає особливе місце. Як тисячі гірських джерел і струмочків утворюють бурхливі гірські річки, так і боротьба жителів сотень таких аулів, як Гімри, злилася в потужну довголітню боротьбу народів за свободу і незалежність на початку XIX століття. І саме в Гімрах зародився опір, який з часом переріс в національно-визвольну боротьбу горців проти колоніальної політики царизму на Північному Кавказі .
Після полону Шаміля і розорення Гімри, його жителів переселили в Аркас і Манас-аул Темір-Хан-Шуринську округу .

## Туризм

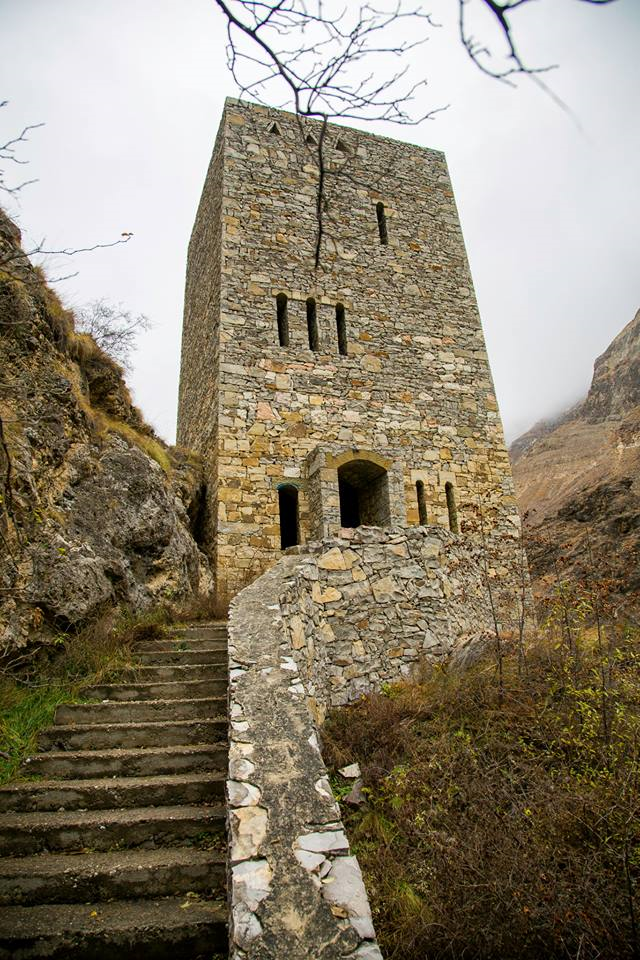
Гімринська вежа. Оборонна башта в околицях села. У цьому місці загинув перший імам Дагестану Газімухаммад 17 жовтня 1832 року в ході Кавказької війни

Гімри відрізняється багатою історією, різноманіттям історичних і природних об'єктів, самобутніми традиціями та унікальними природно-кліматичними ресурсами. На Гімринській території можна милуватися:
- Чудовими пам'ятниками природи - найглибшим у світі Сулакським каньйоном, особливо охоронюваним державним лісогосподарством в місцевості Бузні, місцем злиття річок Андійського Койсу з Аварським Койсу і утворенням найбільшої дагестанської річки Сулак; республіканським природним заповідником «Тіснина «Ехо»»; водоспадом «Чвахукь»; каменем «Аздагьо» (ГуругамачІ); великою різноманітністю скельних і гірських силуетів; печерою «Кіудияб нохъо» (Велика печера) всередині села, з безліччю печер в його околицях; іншими пам'ятниками.
- «Раєм для гірських туристів» - достатком скель і ізрізаних рельєфів. Перепад висот на території с. Гімри становить близько 1500 метрів.
- Великою кількістю сонця і нехарактерною для інших дагестанських територій спекою в літні місяці.

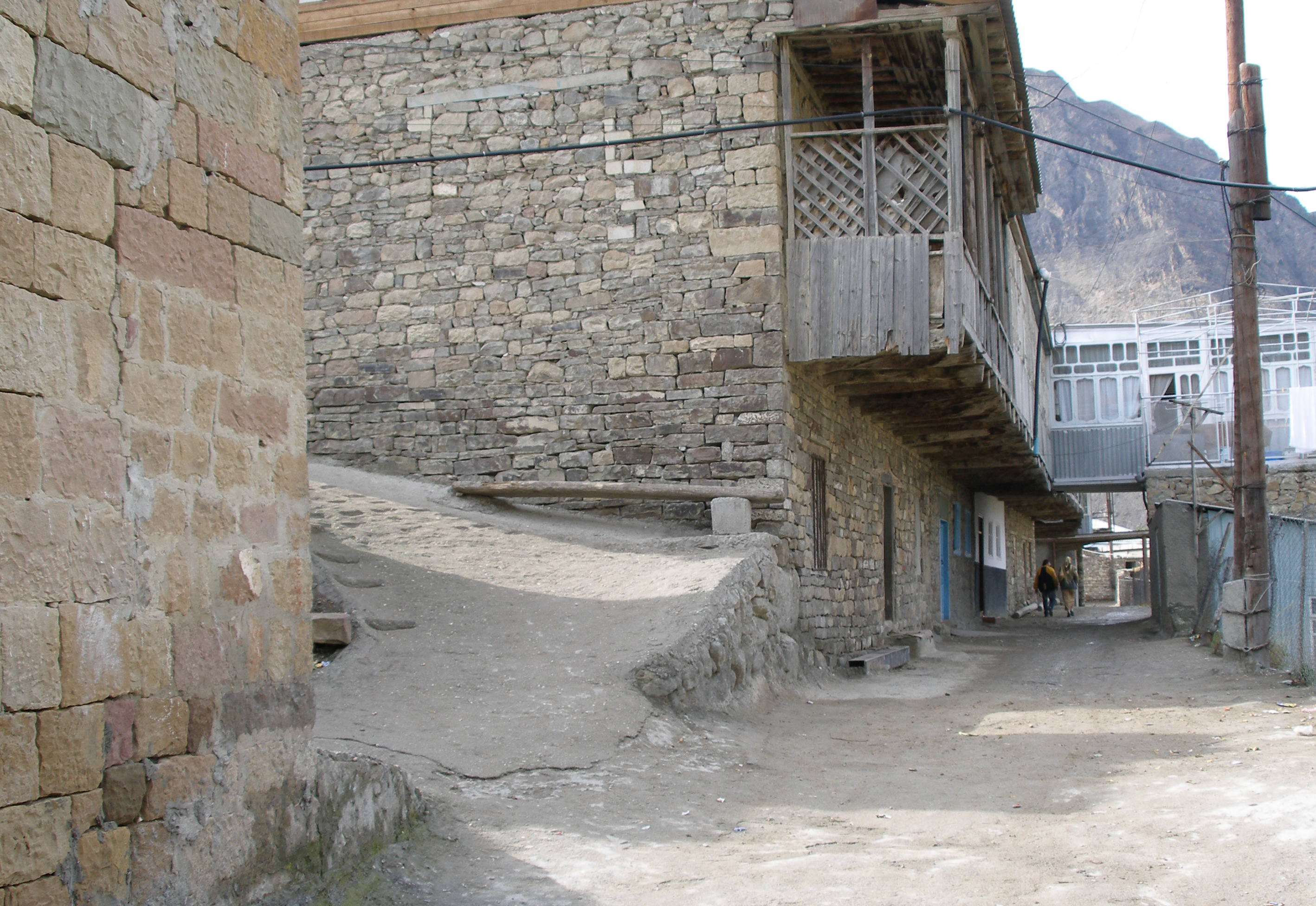
Будинок в якому жив Гамзат Цадаса

- Наявністю прекрасних куточків природи та рекреаційних зон, хвойних і змішаних лісів, цілющих ресурсів, багатою та цікавою фауною і флорою.
- Пам'ятником працьовитості гімринців, оригінальним «музеєм гірничо-долинного садівництва» - багатовіковими терасовими садами, створеними виключно ручною працею із застосуванням найбільш екологічних агротехнологій. Найрізноманітнішими фруктами і ягодами, у тому числі субтропічними - хурмою, інжиром, гранатом, ківі, мушмулою та іншими.
- Місцями, пов'язаними із битвами та героями Кавказької війни, як з горянської, так і з царською сторони: імамами - Газімухамадом, Хамзат-бегом, Шамілем, численними їх сподвижниками, шейхами Мухамадом Ярагським і Джамалудіном Казикумухським, багатьма відомими вченими того періоду, дядьком Шаміля Бартіханом та іншими героями-гімринцями, царськими генералами -  Єрмоловим (на Гімринському хребті), Розеном, Клюгенау, Івеличем, Граббе, Євдокимовим та іншими, намісником Кавказу Михайлом Романовим та іншими.
- Мечеті, медресе, зіяратами, кладовищами, іншими об'єктами для паломництва, місцями пов'язаними з іменами гімринських вчених-алімів, шейхом Раджабілавом Абдулою-Хаджі.
- Архітектурними, культурно-історичними пам'ятниками села, об'єктами матеріальної культури.

## Галерея

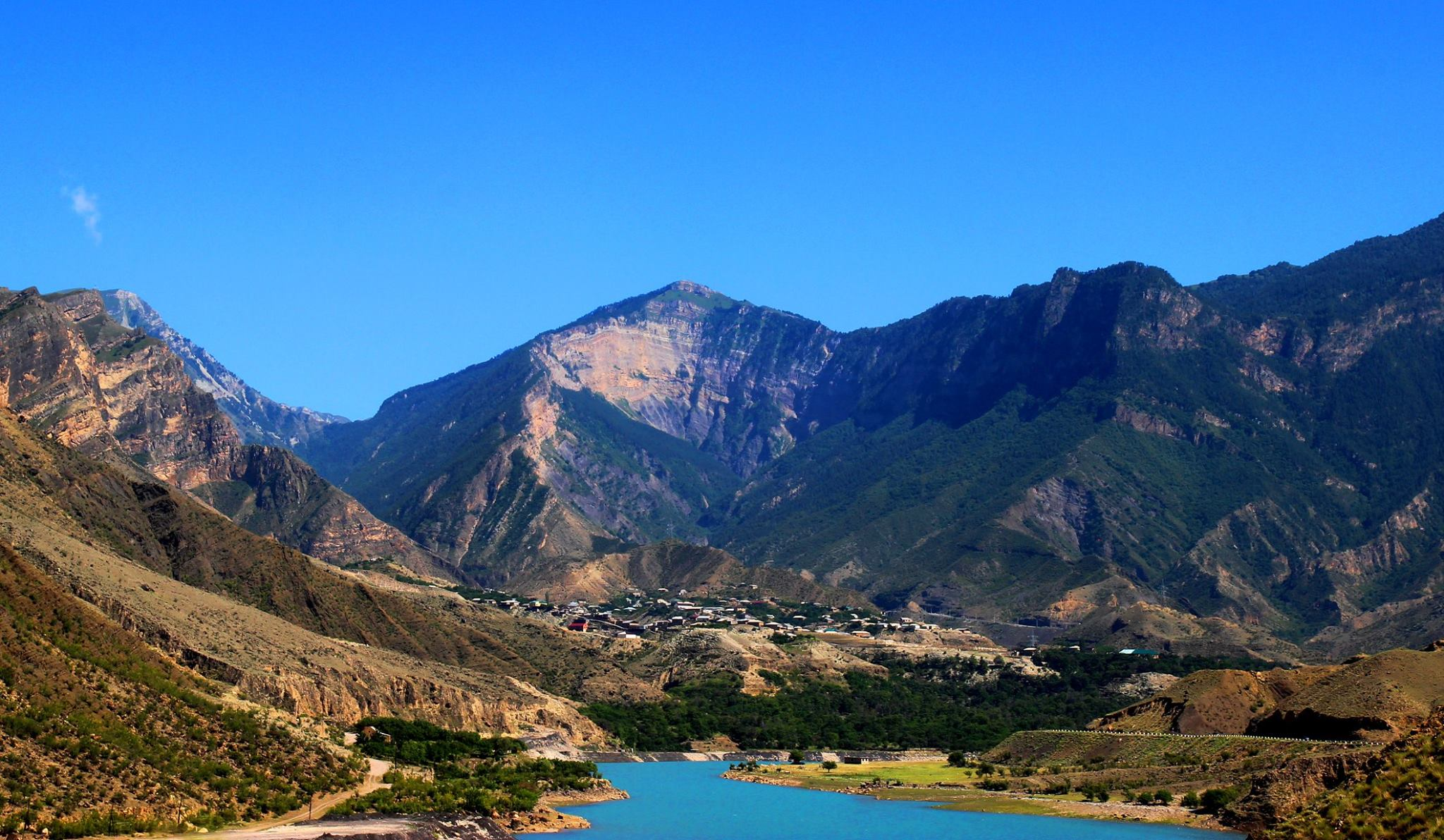
Загальний вигляд
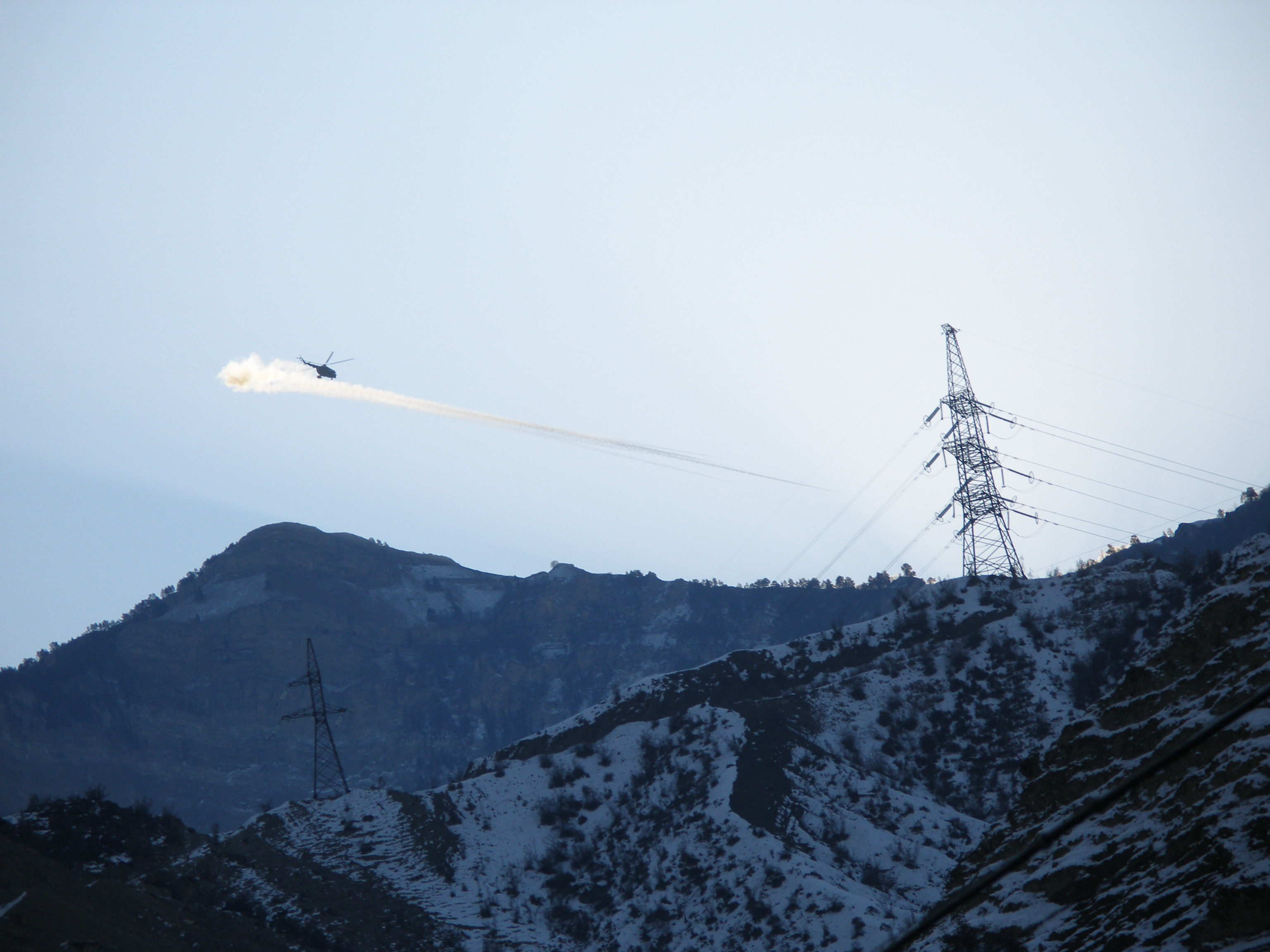
Бомбардування лісового масиву в Гімрах
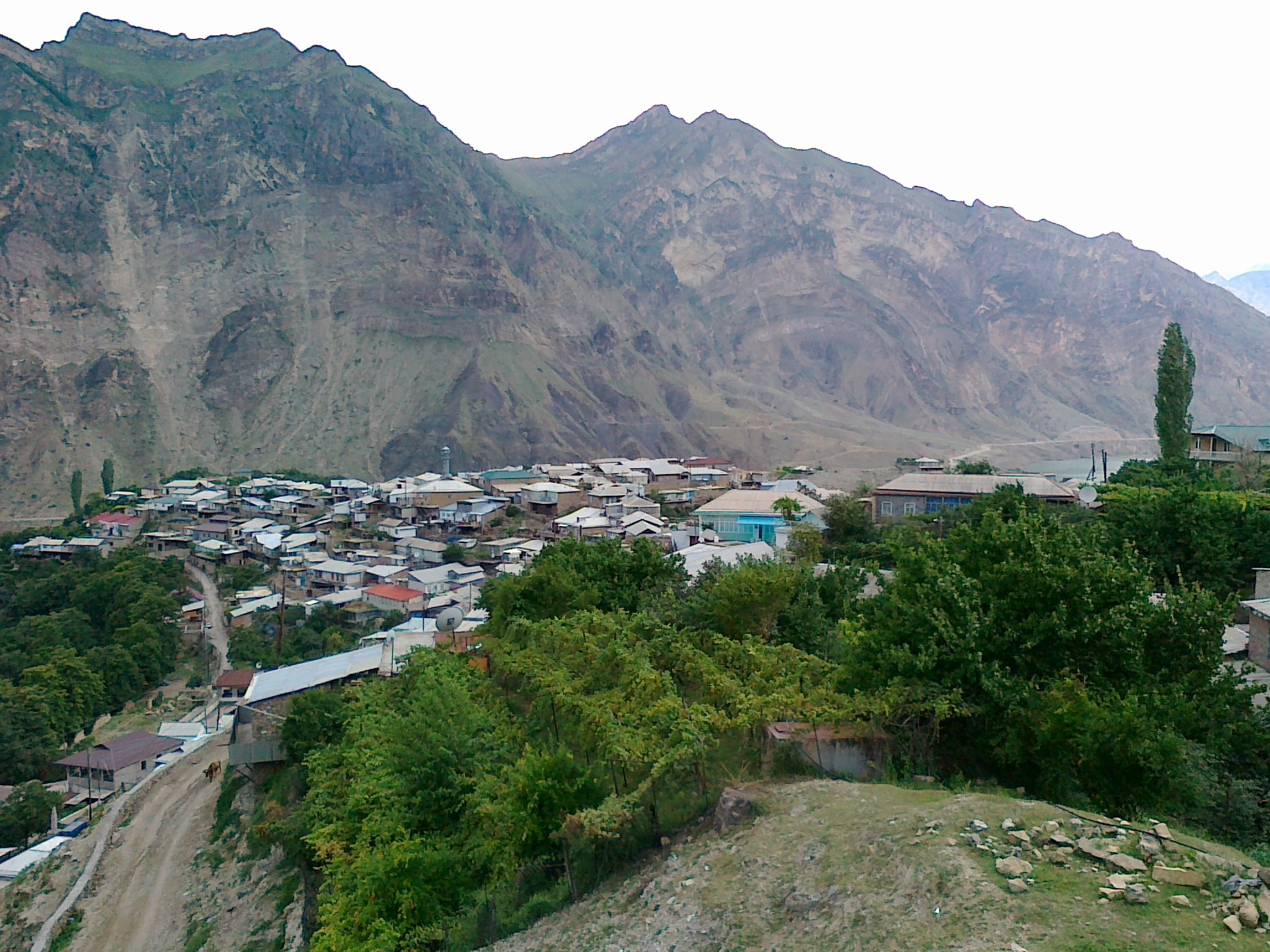
Центральна частина
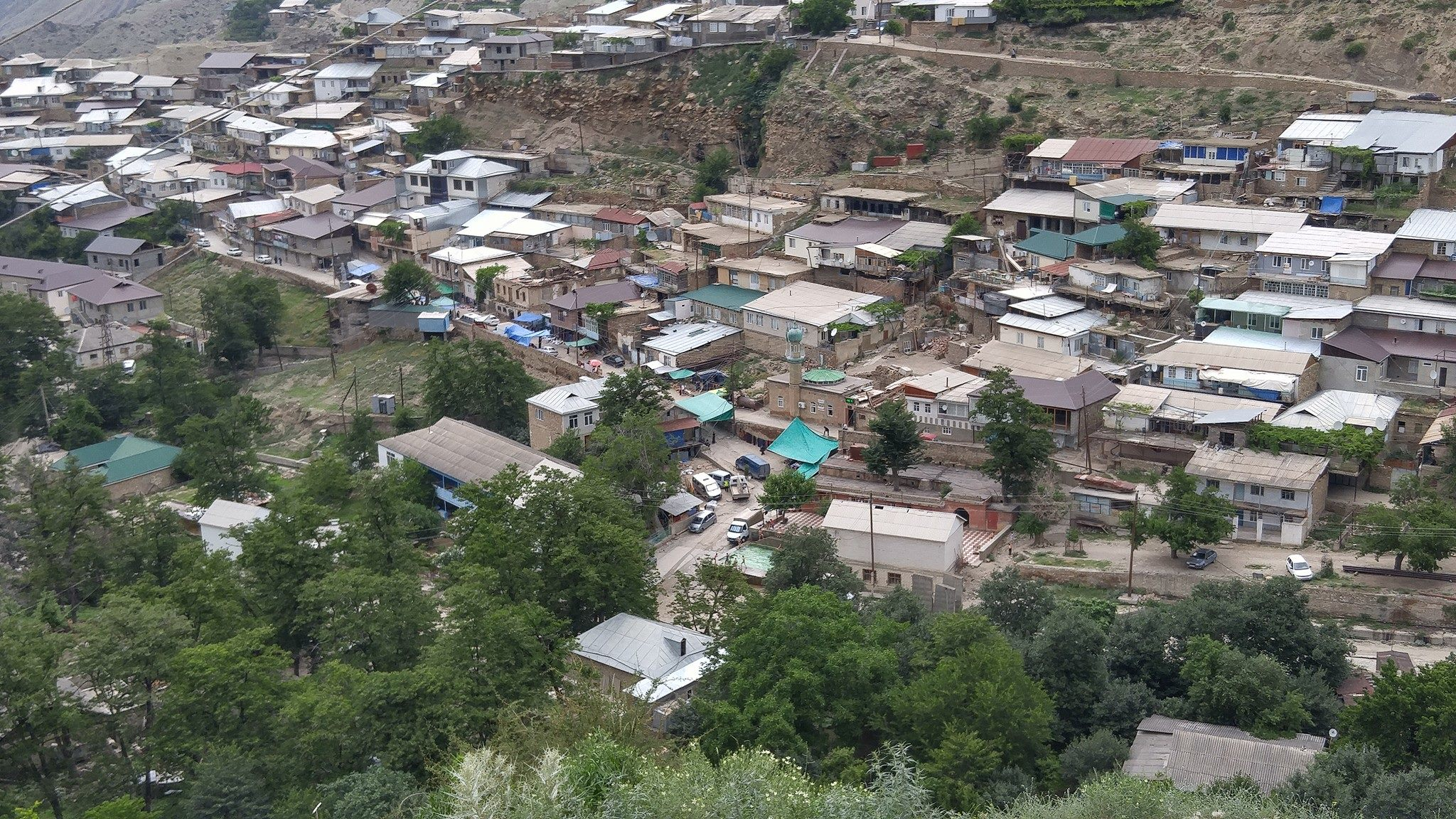
Гімри сьогодні
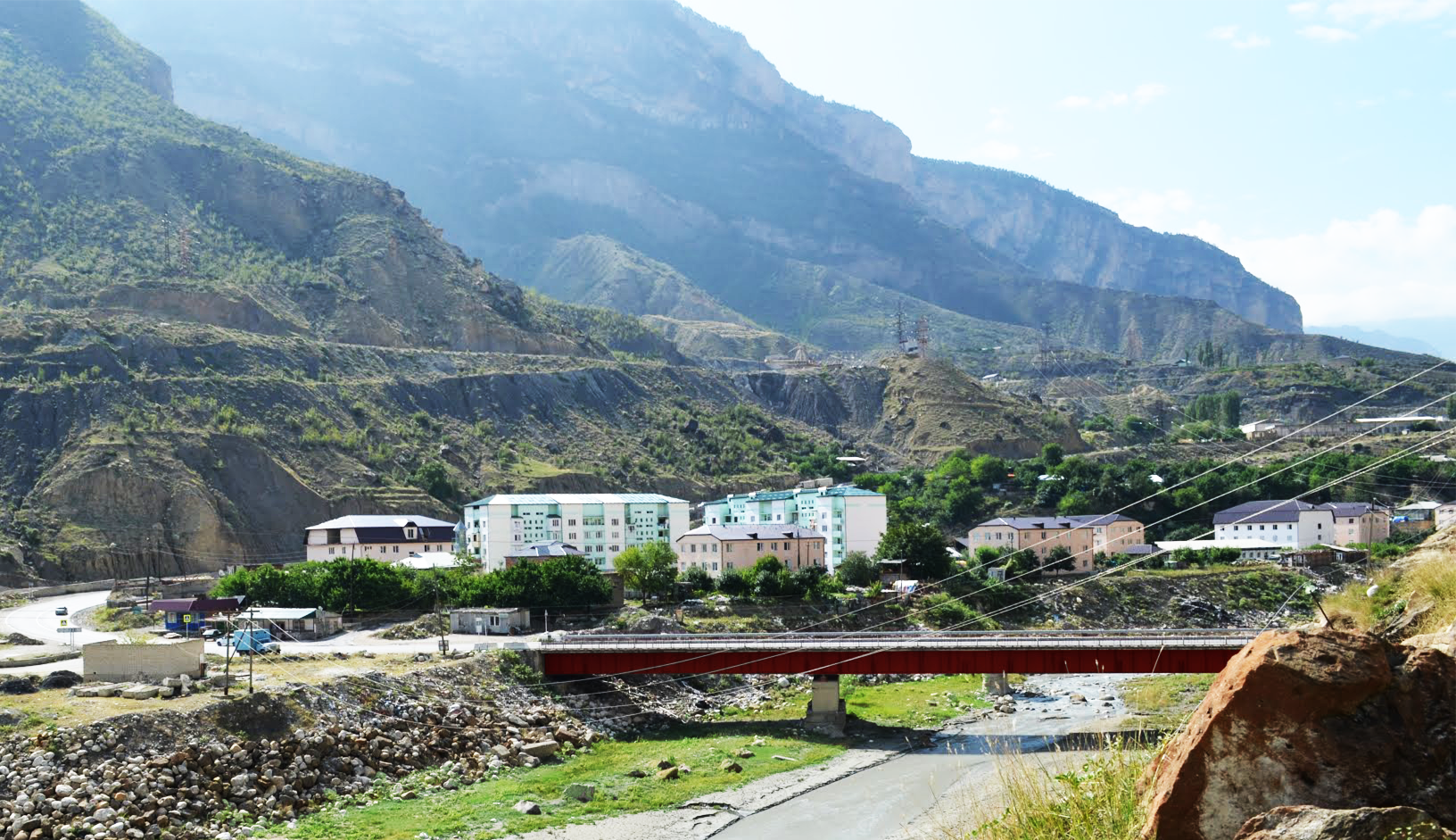
селище Гімри